# Regatul Bulgariei
Țaratul Bulgariei (în bulgară Царство България, transliterat: Țarstvo Bălgaria) a fost proclamat pe data de 22 septembrie/5 octombrie 1908 când Principatul Bulgariei și-a proclamat în mod oficial independența față de Imperiul Otoman și și-a schimbat statutul de la „principat” la „regat”. Această mișcare politică a oficializat și anexarea provinciei otomane „Rumelia răsăriteană”, care se afla sub controlul bulgarilor încă din 1885. În 1946, monarhia a fost abolită, iar ultimul țar a fost exilat, iar regatul a fost transformat în Republica Populară Bulgaria. Deși uneori Regatul Bulgar a fost numit și Al treilea Imperiu Bulgar, dar fiind faptul că în Evul Mediu prin „țarat” se înțelegea „Imperiu”. În comunitatea internațională însă, al treilea stat bulgar a fost recunoscut ca „regat”, nu ca „imperiu”.

## Războaiele balcanice
În ciuda proclamării statului Bulgaria în 1878 și, după 1885, a controlului asupra Rumeliei răsăritene, existau comunități bulgărești importante în regiunile din Balcani care mai erau încă sub controlul Imperiului Otoman, în special în regiunea Macedonia. Pentru ca situația să fie și mai complicată, Regatul Serbiei și Regatul Greciei aveau pretenții teritoriale cu privire la aceeași regiune Macedonia. Serbia considera că macedonenii slavi sunt parte a națiunii sârbe. Aceste pretenții au dus la conflicte pentru controlul regiunilor disputate care au durat până la primul război mondial. În 1903, în Macedonia otomană a avut loc o insurecție a bulgarilor, care a făcut ca cele două state vecine să fie în pragul războiului. În 1908, profitând de luptele dintre Marile Puteri ale momentului, Ferdinand s-a autoproclamat țar și proclamat independența totală a principatului și transformarea lui în regat.
În 1911, premierul naționalist  Ivan Gheshov a început să facă eforturi pentru formarea unei alianțe cu Grecia și Serbia. Cele trei părți au căzut de acord să lase deoparte rivalitățile și să se pregătească de un atac comun împotriva otomanilor.
În februarie 1912, a fost semnat un tratat secret între Bulgaria și Serbia, iar, în mai,  a fost semnat un tratat similar între Bulgaria și Grecia. Muntenegrul a fost de asemenea chemat să facă parte din alianță. Tratatele prevedeau împărțirea Macedoniei și Traciei între aliați, dar liniile de demarcație au fost lăsate în mod intenționat foarte vag trasate. În octombrie 1912, după ce otomanii au refuzat să aplice o serie de reforme în regiunile disputate,  a izbucnit primul război balcanic. 

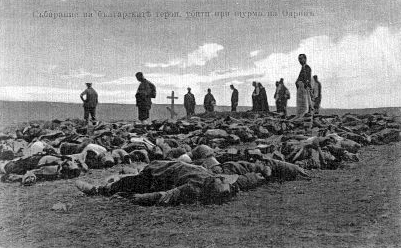
Bulgari morţi în timpul luptelor războaielor balcanice

Aliații au avut un succes rapid și neașteptat. Armata bulgară a obținut o serie de succese și a înaintat până în apropierea Istabulului. Sârbii și grecii au preluat controlul asupra Macedoniei. În decembrie, otomanii au început negocierile de pace. Negocierile au eșuat și luptele au reînceput în februarie 1913. otomanii au pierdut orașul Adrianopole în fața atacului armatelor sârbo-bulgare. În martie a urmat un al doilea armistițiu. Otomanii au pierdut toate posesiunile lor europene la vest de linia Midia-Enos, aflată la mică distanță de Istambul.
Bulgaria a obținut controlul asupra celei mai mări părți a Traciei, inculusiv asupra Adrioanopolelui, și portului la Marea Egee Dedeagaci (Alexandroupoli). Bulgaria a obținut o mică parte a Macedoniei, la nord și est de Salonic (care a revenit Greciei), de-a lungul frontierelor sale vestice. 

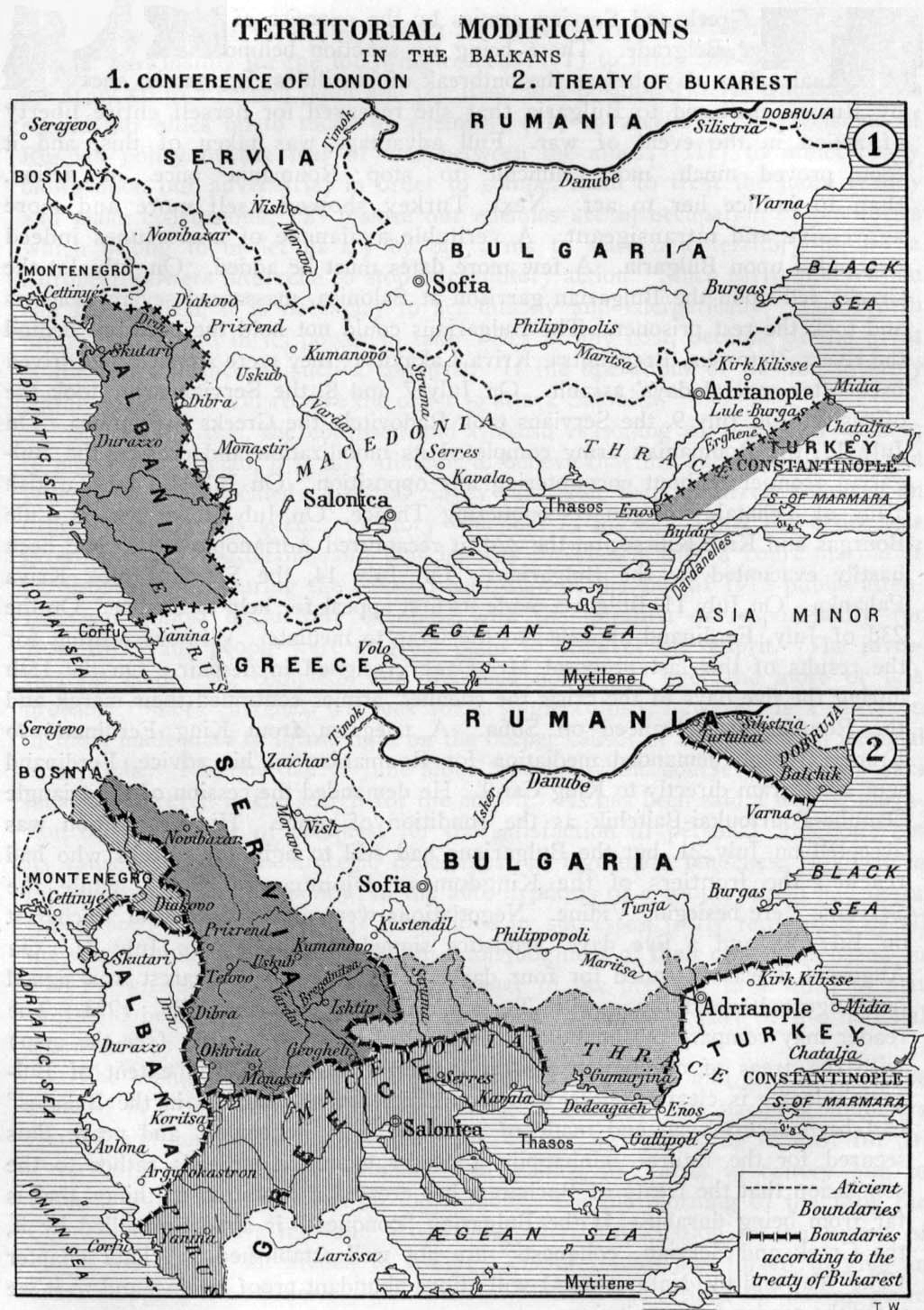
Frontierele din Balcani după primul şi al doilea război balcanic (1912-1913)

Bulgarii au suferit cele mai multe pierderi dintre aliați și s-au simțit îndreptățiți să primească cele mai mari recompense teritoriale. În schimb, sârbii aveau alt punct de vedere și au refuzat să cedeze orice teritoriu pe care îl ocupaseră deja în nordul Macedoniei, (care corespunde în mare parte teritoriului actualei Republici Macedonia), afirmând că armata bulgară nu a reușit să-și îndeplinească obiectivele la Adrianopole fără ajutorul sârbesc, astfel încât orice înțelegere antebelică cu privire la împărțirea Macedoniei ar fi trebuit să fie revizuită. Unii dintre liderii politici bulgari erau în favoarea declanșării unui nou război cu Grecia și Serbia pentru tranșarea acestui diferend. În iunie 1913, Grecia și Serbia au format o nouă alianță împotriva Bulgariei. Premierii celor două țări s-au înțeles ca Serbia să păstreze Macedonia iar Grecia să păstreze Tracia.
Țarul Ferdnand, bucurându-se de sprijinul discret al germanilor și austro-ungarilor, considerând că aceste înțelegeri reprezintă o încălcare a acordurilor antebelice, a declarat război Greciei și Serbiei. Armata bulgară și-a atacat foștii aliați pe 29 iunie. Grecii și sârbii, după șocul primului atac și-au revenit și au forțat armata bulgară să intre rapid în retragere. Luptele au fost foarte dure, în special în timpul bătăliei de maximă importanță de la Bregalnița. România a intrat și ea în război și a atacat Bulgaria din nord, iar Imperiul Otoman a atacat din sud-est. Bulgaria a trebuit să se recunoască învinsă, fiind obligată să renunțe la aproape toate pretențiile sale teritoriale în relația cu Serbia și Grecia și, în plus, a trebuit să retrocedeze regiunea și orașul Adrianopole. România a luat în posesie Cadrilaterul.

## Primul război mondial
După pierderile suferite în timpul războaielor balcanice, opinia publică bulgară s-a întors împotriva puterilor occidentale și a Imperiului Rus, care nu păruseră să facă nimic pentru a-i ajuta. Guvernul premierului Vasil Radoslavov a aliat Bulgaria cu Imperiul German și cel Austro-Ungar, chiar dacă prin aceasta țara se alia și cu otomanii. În acel moment însă, Bulgaria nu avea nicio pretenție teritorială față de Imperiul Otoman, în vreme ce Serbia, Grecia și România (aliate cu Regatul Unit și cu Franța), stăpâneau teritorii pe care bulgarii le considera de drept ale lor. Bulgaria nu a intrat imediat în război, dar Germania le-a promis că va sprijini restaurarea frontierelor Tratatul de la San Stefano. Bulgaria, avea cea  mai mare armată din Balcani, a declarat război Serbiei în octombrie 1915. Imediat, Regatul Unit, Franța și Italia au declarat război Bulgariei.
Deși Bulgaria, în alianță cu Germania, Austro-Ungaria și Imperiul Otoman, a cucerit mai multe victorii împotriva Serbiei și României, ocupând cea mai mare parte a Macedoniei de la sârbi și Dobrogea de la români, războiul a devenit în scurtă vreme nepopular în rândul populației țării, care suferea mari greutăți economice și nu erau de acord să lupte alături de musulmani împotriva fraților ortodocși. Liderul Partidului Agrar, Alexandur Stamboliski, a fost închis pentru atitudinea sa deschisă împotriva războiului. Revoluția rusă din februarie 1917 a avut un efect important în Bulgaria, prin diseminarea ideilor antirăzboinice printre trupele de pe front și printre locuitorii orașelor. În iunie, guvernul Radoslavov a demisionat. În rândurile armatei au avut loc mai multe rebeliuni iar Stamboliski a fost eliberat din închisoare, iar Bulgaria a fost proclamată republică.

## Perioada interbelică
În septembrie 1918, armatele reunite sârbo-britanică-franco-elenă au spart frontul din Macedonia, iar țarul Ferdinand a fost nevoit să ceară pacea. Stamboliiski  dorea să facă o serie de reforme democratice, nu să permită declanșarea unei revoluții. Pentru a evita declanșarea revoluției, premierul a făcut presiuni asupra suveranului să abdice în favoarea moștenitorului tronului, Boris al III-lea. Revoluționarii au fost reprimați, iar armata a fost demobilizată. După semnarea tratatului de pace de la Neuilly (noiembrie 1919), Bulgaria a pierdut posesiunile de la Marea Egee în favoarea Greciei, aproape toată Macedonia în favoarea Iugoslaviei și a cedat toată Dobrogea României. Alegerile din martie 1920 i-au dat câștig de cauză agrarienilor, iar Stamboliiski  primul guvern cu adevărat democrat al țării.
Stamboliiski a trebuit să facă față uriașelor probleme sociale într-o țară preponderent agrară. Bulgaria trebuia să suporte uriașe reparații de război datorate Iugoslaviei și României și trebuia în plus să rezolve problema refugiaților din Macedonia. Stamboliiski a reușit să ducă la bun sfârșit un mare număr de reforme sociale, în ciuda opoziției țarului, marilor proprietari de pământuri și ofițerilor unei armate mult redusă numeric, dar încă foarte influente. Un inamic important al premierului era „Organizația Revoluționară Internă Macedoneană” (VMRO), care milita pentru recucerirea Macedoniei prin război. În fața atâtor inamici, Stamboliiski a căutat sprijjinul comuniștilor bulgari și a stabilit relații cu Uniunea Sovietică.
În martie 1923, Stamboliiski a semant un acord cu Iugoslavia prin care recunoștea noua frontieră comună și se angaja să lupte împotriva VMRO. Naționaliștii au organizat o lovitură de stat pe 9 iunie 1923, în timpul căreia Stamboliykski a fost asasinat. Cu sprijinul direct al țarului și a VMRO, la Sofia a fost adus la putere Alexandăr Țankov și cabinetul său de dreapta, care a declanșat teroarea albă împotriva agrarienilor și comuniștilor. Liderul comuniștilor bulgari, Gheorghi Dimitrov, a fugit în URSS. După o tentativă eșuată de asasinare a țarului, a urmat un mare val de represiuni în 1925. În 1926, țarul l-a convins pe Țankov să demisioneze împreună cu guvernul său, pentru a permite instalarea unui cabinet moderat sub președinția lui Andrei Liapcev. A fost proclamată o amnistie, dar Partidul Comunist a rămas în afara legii. Agrarienii s-au reorganizat și au câștigat alegerile din 1931 sub conducerea noului lider al partidului, Nicola Mușanov.
În momentul în care părea că a fost restabilită stabilitatea politică, au reapărut tensiuni economico-sociale datorită efectelor marii crize economice  mondiale. În mai 1934, o nouă lovitură de stat i-a îndepărtat pe agrarieni de la putere, conducerea țării fiind preluată de regimul autoritarist al luni Kimon Gheorghiev, care se bucura de sprijinul țarului.în 1935, țarul Boris a preluat puterea în stat, folosindu-se de premierii-paravan Gheorghi Kioseivanov] (1935-1940) și Bogdan Filov (1940-1943). Regimul țarului a interzis toate partidele de opoziția și a aliat țara cu Germania Nazistă și Italia Fascistă. Deși Bulgaria a semnat alături de Iugosalavia și Grecia Pactul balcanic din 1938, problemele teritoriale au continuat să mocnească.

## Al doilea război mondial
În timpul mandatului lui Filov, Bulgaria s-a apropiat tot mai mult de Germania Nazistă, primind din partea lui Hitler sudul Dobrogei (Cadrilaterul) în septembrie 1940. (Vedeți și: Dictatul de la Viena). În martie 1941, Bulgaria a semnat Pactul Tripartit, devenind aliatul oficial al Germaniei. Trupele germane au intrat în Bulgaria, pregătindu-se pentru invadarea Iugoslaviei și Greciei. După înfrângerea vecinilor săi, Bulgaria a ocupat cea mai mare parte a Macedoniei iugoslave și toată Tracia greacă. Bulgaria a declarat război Regatului Unit și Statelor Unite, dar, în ciuda presiunilor germane, nu a declarat război și Uniunii Sovietice.
În august 1943, țarul Boris a murit pe neașteptate după reîntoarcerea dintr-o vizită în Germania (există supoziții niciodată dovedite că ar fi fost asasinat). Pe tronul țării i-a succedat fiul său de șase ani Simeon. Puterea era deținută însă de un consiliu de regență prezidat de unchiul tânărului țar, prințul Chiril. Noul premier, Dobri Bojilov, a fost doar omul de paie al germanilor.
Începând cu anul 1943, rezistența împotriva germanilor și a regimului de dreapta a devenit tot mai puternică fiind coordonată de comuniști. Agrarienii, conduși acum de Nikola Petkov, social-democrații și chiar unii ofițeri ai armatei au format „Frontul Patriei”. Partizanii au început să opereze în munții din vest și sud. În 1944 devenise evident că Germania pierdea războiul și regimul bulgar a început să caute o cale de ieșire din conflagrație. Bojilov a demisionat în mai, iar succesorul lui, Ivan Bagrianov, a încercat să stabilească contacte cu Aliații occidentali pentru negocieri de pace.
Între timp, capitala Sofia a fost bombardată de aviația Aliată la sfârșitul anului 1943 și începutul lui 1944, iar mai târziu au avut raiduri și împotriva altor orașe importante ale țării. De frontierele Bulgariei se apropia rapid armata sovietică. În august, Bulgaria a anunțat în  mod unilateral retragerea sa din război și și-a retras în grabă trupele din Iugoslavia și Grecia. Guvernul bulgar a cerut germanilor să părăsească țara. În septembrie, Armata Roșie a intrat în Bulgaria. Guvernul de la Sofia, într-o încercare disperată de evitare a ocupației sovietice, a declarat război Germaniei. Sovieticii nu au fost impresionați de această ultimă inițiativă și, pe 8 septembrie au declarata război bulgarilor. Astfel, pentru câteva zile, Bulgaria s-a aflat în stare de război atât cu Germania cât și cu URSS. Pe 16 septembrie, Armata Roșie a intrat în Sofia.

## Lovitura de stat comunistă
„Frontul Patriei” a preluat puterea la Sofia după o lovitură de stat și, sub conducerea lui Kimon Gheorghiev, a fost formată un guvern de largă coaliție cuprinzând în principal miniștri ai agrarienilor și social-democraților. După semnarea păcii, Bulgaria a putut păstra Cadrilaterul, dar a renunțat la toate pretențiile teritoriale împotriva Greciei și Iugoslaviei. Pentru a preveni orice dispute viitoare, Grecia a expulzat peste 150.000 de bulgari din Tracia. Comuniștii și-au rezervat în mod intenționat un rol minor în noul guvern, care era controlat însă din umbră de reprezentanții sovietici.  A fost organizată „Miliția Populară”, care a început operațiuni de intimidare și hărțuire a opoziției.
În februarie 1945 au devenit evidente noile realități politice de la Sofia în momentul în care prințul Chiril și sute de oficiali ai vechiului regim au fost arestați și acuzați de crime de război. Până în iunie, Chiril și ceilalți regenți, 22 de foști miniștri și alți oficiali au fost executați. În septembrie 1946 a fost abolită monarhia, iar țarul-copil Simeon a fost exilat. În acest moment comuniștii au preluat în  mod decisiv puterea, Vasil Kolarov fiind numit președinte iar Gheorghi Dimitrov prim-ministru. Alegerile libere promise pentru 1946 au fost măsluite grosolan și au fost boicotate de opoziție. Agrarienii au refuzat să coopereze cu noul regim și, în iunie, liderul lor, Nikola Petkov, a fost arestat. În ciuda puternicelor proteste internaționale, Petkov a fost executat în septembrie. Acesta poate fi considerat ca fiind momentul cuceririi definitive a puterii de către comuniștii bulgari.